# HC Kobra Praha
HC Kobra Praha (celým názvem: Hockey Club Kobra Praha) je český klub ledního hokeje, který sídlí v Praze, Braníku. Založen byl v roce 1929 pod názvem HC Konstruktiva Praha.[rozpor] Dne 9. října 1929 byla založena akciová společnost Konstruktiva. Roku 1961 byl otevřen zimní stadion Nikolajka, kde se hraje městský přebor. Roku 1974 TJ Konstruktiva Praha oslavila 45 let od založení mateřského podniku a zahájila stavbu nového stadionu. Roku 1976 slavila TJ Konstruktiva 25 let od založení tělovýchovné jednoty. Roku 1977 otevřel národní podnik Konstruktiva nezastřešený zimní stadion u sídliště Novodvorská. Svůj současný název nese od roku 1990. Od sezóny 1993/94 působí ve 2. lize, třetí české nejvyšší soutěži ledního hokeje. Klubové barvy jsou tmavě modrá a žlutá.
V klubu působí i oddíl ženského ledního hokeje, který v letech 2010–2017 působil v nejvyšší soutěži. Od sezóny 2017/18 působí ve 2. lize, třetí české nejvyšší soutěži ženského ledního hokeje.
Své domácí zápasy odehrává na zimním stadionu Kobra Praha s kapacitou 890 diváků.

## Historické názvy
Zdroj:
- 1929 – HC Konstruktiva Praha (Hockey Club Konstruktiva Praha)
- 1951 – TJ Konstruktiva Praha[10] (Tělovýchovná jednota Konstruktiva Praha)
- 1990 – HC Kobra Praha (Hockey Club Kobra Praha)

## Přehled ligové účasti

### Umístění mužů
Stručný přehled
Zdroj:
- 1960–1969: Krajský přebor – Praha (3. ligová úroveň v Československu)
- 1969–1973: Divize – sk. D (3. ligová úroveň v Československu)
- 1973–1974: Divize – sk. C (4. ligová úroveň v Československu)
- 1974–1975: Divize – sk. D (4. ligová úroveň v Československu)
- 1975–1976: Divize – sk. A (4. ligová úroveň v Československu)
- 1976–1977: Krajský přebor – Praha (5. ligová úroveň v Československu)
- 1977–1979: Krajský přebor – Praha (4. ligová úroveň v Československu)
- 1979–1983: Krajský přebor – Praha (3. ligová úroveň v Československu)
- 1983–1984: 2. ČNHL – sk. A (3. ligová úroveň v Československu)
- 1984–1985: 2. ČNHL – sk. B (3. ligová úroveň v Československu)
- 1985–1990: Krajský přebor – Praha (4. ligová úroveň v Československu)
- 1990–1993: 2. ČNHL – sk. B (3. ligová úroveň v Československu)
- 1993–2002: 2. liga – sk. Západ (3. ligová úroveň v České republice)
- 2002–2004: 2. liga – sk. Střed (3. ligová úroveň v České republice)
- 2004–2009: 2. liga – sk. Západ (3. ligová úroveň v České republice)
- 2009–2010: 2. liga – sk. Střed (3. ligová úroveň v České republice)
- 2010–2018: 2. liga – sk. Západ (3. ligová úroveň v České republice)
- 2018–2019: 2. liga – sk. Sever (3. ligová úroveň v České republice)
- 2019– : 2. liga – sk. Jih (3. ligová úroveň v České republice)

Jednotlivé ročníky
Zdroj:
Legenda: ZČ - základní část, červené podbarvení - sestup, zelené podbarvení - postup, fialové podbarvení - reorganizace, změna skupiny či soutěže
| Československo (1960 – 1993) |                        |           |           |                                                                |                                  |
| Sezóny                       | Soutěž                 | Úroveň    | ZČ        | Play-off, nadstavba, sk. o udržení...                          | Poznámky                         |
| 1960/61                      | Krajský přebor – Praha | 3. úroveň | 4. místo  |                                                                |                                  |
| 1961/62                      | Krajský přebor – Praha | 3. úroveň | 5. místo  |                                                                |                                  |
| 1962/63                      | Krajský přebor – Praha | 3. úroveň | 4. místo  |                                                                |                                  |
| 1963/64                      | Krajský přebor – Praha | 3. úroveň | 4. místo  |                                                                |                                  |
| 1964/65                      | Krajský přebor – Praha | 3. úroveň | 2. místo  |                                                                |                                  |
| 1965/66                      | Krajský přebor – Praha | 3. úroveň | 3. místo  |                                                                |                                  |
| 1966/67                      | Krajský přebor – Praha | 3. úroveň | 2. místo  |                                                                |                                  |
| 1967/68                      | Krajský přebor – Praha | 3. úroveň | 1. místo  |                                                                | Baráž                            |
| 1968/69                      | Krajský přebor – Praha | 3. úroveň | 2. místo  |                                                                | Reorganizace                     |
| 1969/70                      | Divize – sk. D         | 3. úroveň | 3. místo  |                                                                |                                  |
| 1970/71                      | Divize – sk. D         | 3. úroveň | 5. místo  |                                                                |                                  |
| 1971/72                      | Divize – sk. D         | 3. úroveň | 5. místo  |                                                                |                                  |
| 1972/73                      | Divize – sk. D         | 3. úroveň | 8. místo  |                                                                | Reorganizace                     |
| 1973/74                      | Divize – sk. C         | 4. úroveň | 5. místo  |                                                                | Změna skupiny                    |
| 1974/75                      | Divize – sk. D         | 4. úroveň | 5. místo  |                                                                | Změna skupiny                    |
| 1975/76                      | Divize – sk. A         | 4. úroveň | 8. místo  |                                                                | Sestup                           |
| 1976/77                      | Krajský přebor – Praha | 5. úroveň | 2. místo  |                                                                | Reorganizace                     |
| 1977/78                      | Krajský přebor – Praha | 4. úroveň | 2. místo  |                                                                |                                  |
| 1978/79                      | Krajský přebor – Praha | 4. úroveň | 1. místo  |                                                                | Reorganizace                     |
| 1979/80                      | Krajský přebor – Praha | 3. úroveň | 4. místo  | Finálová skupina (4. místo)                                    |                                  |
| 1980/81                      | Krajský přebor – Praha | 3. úroveň | 3. místo  | Finálová skupina (2. místo)                                    |                                  |
| 1981/82                      | Krajský přebor – Praha | 3. úroveň | 1. místo  | Finálová skupina (1. místo)                                    |                                  |
| 1982/83                      | Krajský přebor – Praha | 3. úroveň | 1. místo  | Finálová skupina (1. místo)                                    | Reorganizace                     |
| 1983/84                      | 2. ČNHL – sk. A        | 3. úroveň | 7. místo  |                                                                | Změna skupiny                    |
| 1984/85                      | 2. ČNHL – sk. B        | 3. úroveň | 8. místo  |                                                                | Sestup                           |
| 1985/86                      | Krajský přebor – Praha | 4. úroveň | 1. místo  | Finálová skupina (1. místo)                                    |                                  |
| 1986/87                      | Krajský přebor – Praha | 4. úroveň | 2. místo  | Finálová skupina (1. místo)                                    |                                  |
| 1987/88                      | Krajský přebor – Praha | 4. úroveň | 2. místo  | Finálová skupina (2. místo)                                    |                                  |
| 1988/89                      | Krajský přebor – Praha | 4. úroveň | 2. místo  | Finálová skupina (1. místo)                                    |                                  |
| 1989/90                      | Krajský přebor – Praha | 4. úroveň | 1. místo  | Finálová skupina (1. místo)                                    | Postup                           |
| 1990/91                      | 2. ČNHL – sk. B        | 3. úroveň | 10. místo |                                                                |                                  |
| 1991/92                      | 2. ČNHL – sk. B        | 3. úroveň | 3. místo  |                                                                |                                  |
| 1992/93                      | 2. ČNHL – sk. B        | 3. úroveň | 3. místo  |                                                                | Reorganizace                     |
| Česko (1993 – )              |                        |           |           |                                                                |                                  |
| Sezóny                       | Soutěž                 | Úroveň    | ZČ        | Play-off, nadstavba, sk. o udržení...                          | Poznámky                         |
| 1993/94                      | 2. liga – sk. Západ    | 3. úroveň | 10. místo | Ne                                                             |                                  |
| 1994/95                      | 2. liga – sk. Západ    | 3. úroveň | 12. místo | Ne                                                             |                                  |
| 1995/96                      | 2. liga – sk. Západ    | 3. úroveň | 13. místo | Ne                                                             |                                  |
| 1996/97                      | 2. liga – sk. Západ    | 3. úroveň | 12. místo | Ne                                                             |                                  |
| 1997/98                      | 2. liga – sk. Západ    | 3. úroveň | 9. místo  | Ne                                                             |                                  |
| 1998/99                      | 2. liga – sk. Západ    | 3. úroveň | 6. místo  | Ne                                                             |                                  |
| 1999/00                      | 2. liga – sk. Západ    | 3. úroveň | 6. místo  | Čtvrtfinále (prohra 1:2 na zápasy s TJ SC Kolín)               |                                  |
| 2000/01                      | 2. liga – sk. Západ    | 3. úroveň | 9. místo  | Ne                                                             |                                  |
| 2001/02                      | 2. liga – sk. Západ    | 3. úroveň | 4. místo  | Osmifinále (prohra 0:2 na zápasy s HC Žďár nad Sázavou)        | Změna skupiny                    |
| 2002/03                      | 2. liga – sk. Střed    | 3. úroveň | 8. místo  | Osmifinále (prohra 1:2 na zápasy s HC Klášterec nad Ohří)      |                                  |
| 2003/04                      | 2. liga – sk. Střed    | 3. úroveň | 8. místo  | Osmifinále (prohra 1:2 na zápasy s HC Rebel Havlíčkův Brod)    | Změna skupiny                    |
| 2004/05                      | 2. liga – sk. Západ    | 3. úroveň | 7. místo  | Osmifinále (prohra 0:3 na zápasy s HC Rebel Havlíčkův Brod)    |                                  |
| 2005/06                      | 2. liga – sk. Západ    | 3. úroveň | 8. místo  | Osmifinále (prohra 0:3 na zápasy s HC Rebel Havlíčkův Brod)    |                                  |
| 2006/07                      | 2. liga – sk. Západ    | 3. úroveň | 7. místo  | Osmifinále (prohra 0:3 na zápasy s HC Benátky nad Jizerou)     |                                  |
| 2007/08                      | 2. liga – sk. Západ    | 3. úroveň | 11. místo | Ne                                                             |                                  |
| 2008/09                      | 2. liga – sk. Západ    | 3. úroveň | 19. místo | Ne                                                             | Sestup; koupě licence od Mělníka |
| 2009/10                      | 2. liga – sk. Střed    | 3. úroveň | 6. místo  | Čtvrtfinále (prohra 1:3 na zápasy s HC VHS Benešov)            | Změna skupiny                    |
| 2010/11                      | 2. liga – sk. Západ    | 3. úroveň | 9. místo  | Ne                                                             |                                  |
| 2011/12                      | 2. liga – sk. Západ    | 3. úroveň | 3. místo  | Semifinále (prohra 0:3 na zápasy s HC Děčín)                   |                                  |
| 2012/13                      | 2. liga – sk. Západ    | 3. úroveň | 7. místo  | Čtvrtfinále (prohra 2:3 na zápasy s HC Řisuty)                 |                                  |
| 2013/14                      | 2. liga – sk. Západ    | 3. úroveň | 5. místo  | Osmifinále (prohra 2:3 na zápasy s HC Klášterec nad Ohří)      |                                  |
| 2014/15                      | 2. liga – sk. Západ    | 3. úroveň | 2. místo  | Semifinále (prohra 2:3 na zápasy s HC Tábor)                   |                                  |
| 2015/16                      | 2. liga – sk. Západ    | 3. úroveň | 5. místo  | Semifinále (prohra 2:3 na zápasy s HC Vlci Jablonec nad Nisou) |                                  |
| 2016/17                      | 2. liga – sk. Západ    | 3. úroveň | 1. místo  | Semifinále (prohra 1:3 na zápasy s HC Vlci Jablonec nad Nisou) |                                  |
| 2017/18                      | 2. liga – sk. Západ    | 3. úroveň | 6. místo  | Osmifinále (prohra 1:3 na zápasy s HC Stadion Vrchlabí)        | Změna skupiny                    |
| 2018/19                      | 2. liga – sk. Sever    | 3. úroveň | 5. místo  |                                                                | Změna skupiny                    |
| 2019/20                      | 2. liga – sk. Střed    | 3. úroveň | 5. místo  |                                                                | Reorganizace                     |
| 2020/21                      | 2. liga – sk. Jih      | 3. úroveň | neurčeno  |                                                                | Zrušeno                          |
| 2021/22                      | 2. liga – sk. Jih      | 3. úroveň | 3. místo  | Semifinále (prohra 1:4 na zápasy s HC Příbram)                 |                                  |
| 2022/23                      | 2. liga – sk. Západ    | 3. úroveň | 7. místo  | Osmifinále (prohra 0:2 na zápasy s HC Děčín)                   | Změna skupiny                    |
| 2023/24                      | 2. liga – sk. Západ    | 3. úroveň | 10. místo | Osmifinále (prohra 0:3 na zápasy s Piráti Chomutov)            |                                  |
| 2024/25                      | 2. liga – sk. Západ    | 3. úroveň | 5. místo  | Osmifinále (prohra 0:3 na zápasy s HC WIKOV Hronov)            |                                  |

### Umístění žen
Stručný přehled
Zdroj:
- 1997–2000: 1. liga (1. ligová úroveň v České republice)
- 2010–2011: 1. liga (1. ligová úroveň v České republice)
- 2011–2012: 1. liga – sk. B (1. ligová úroveň v České republice)
- 2012–2017: 1. liga - divize A2 (1. ligová úroveň v České republice)
- 2017– : 2. liga (3. ligová úroveň v České republice)

Jednotlivé ročníky
Zdroj:
Legenda: ZČ - základní část, červené podbarvení - sestup, zelené podbarvení - postup, fialové podbarvení - reorganizace, změna skupiny či soutěže
| Česko (1997 – ) |                     |           |          |                                       |                    |
| Sezóny          | Soutěž              | Úroveň    | ZČ       | Play-off, nadstavba, sk. o udržení... | Poznámky           |
| 1997/98         | 1. liga             | 1. úroveň | ?. místo |                                       |                    |
| 1998/99         | 1. liga             | 1. úroveň | ?. místo |                                       |                    |
| 1999/00         | 1. liga             | 1. úroveň | ?. místo |                                       |                    |
| 2000/01         | ?. liga             | ?. úroveň | ?. místo |                                       |                    |
| 2001/02         | ?. liga             | ?. úroveň | ?. místo |                                       |                    |
| 2002/03         | 1. liga – sk. Čechy | 1. úroveň | 6. místo |                                       | Reorganizace       |
| 2003/04         | 1. liga – sk. A     | 1. úroveň | 9. místo |                                       |                    |
| 2004/05         | 1. liga – sk. A     | 1. úroveň | 9. místo | Nadstavba A (5. místo)                |                    |
| 2005/06         | 1. liga – sk. A     | 1. úroveň | 9. místo | Nadstavba A (5. místo)                |                    |
| 2006/07         | 1. liga – sk. A     | 1. úroveň | 8. místo | Nadstavba A (4. místo)                | Reorganizace       |
| 2007/08         | 1. liga – sk. B     | 2. úroveň | 3. místo | Nadstavba A (3. místo)                |                    |
| 2008/09         | 1. liga – sk. B     | 2. úroveň | 3. místo | Nadstavba D (5. místo)                |                    |
| 2009/10         | 1. liga – sk. B     | 2. úroveň | 5. místo | Nadstavba D (8. místo)                |                    |
| 2010/11         | 1. liga – sk. B     | 2. úroveň | 4. místo | Nadstavba E (5. místo)                | Reorganizace       |
| 2011/12         | 1. liga – sk. B     | 2. úroveň | 5. místo | Nadstavba F (4. místo)                | Reorganizace       |
| 2012/13         | 1. liga - divize A2 | 3. úroveň | 3. místo |                                       |                    |
| 2013/14         | 1. liga - divize A2 | 3. úroveň | 3. místo |                                       |                    |
| 2014/15         | 1. liga - divize A2 | 3. úroveň | 3. místo |                                       |                    |
| 2015/16         | 1. liga - divize A2 | 3. úroveň | 5. místo |                                       |                    |
| 2016/17         | 1. liga - divize A2 | 3. úroveň | 4. místo |                                       | Reorganizace       |
| 2017/18         | 2. liga             | 3. úroveň | 2. místo |                                       |                    |
| 2018/19         | 2. liga             | 3. úroveň | 2. místo |                                       |                    |
| 2019/20         | 2. liga             | 3. úroveň | 3. místo |                                       |                    |
| 2020/21         | 2. liga             | 3. úroveň | 2. místo |                                       | nedohráno covid 19 |
| 2021/22         | 2. liga             | 3. úroveň | 2. místo |                                       | Reorganizace       |
| 2022/23         | 1. liga – sk. A     | 2. úroveň | 7. místo |                                       |                    |
| 2023/24         | 1. liga – sk. A     | 2. úroveň | 5. místo |                                       |                    |